# Mezná (district de Pelhřimov)
Pour les articles homonymes, voir Mezná.
Mezná (en allemand : Mesna) est une commune du district de Pelhřimov, dans la région de Vysočina, en République tchèque. Sa population s'élevait à 160 habitants en 2020.

## Géographie
Mezná se trouve à 9,5 km au sud de Pelhřimov, à 41,5 km à l'ouest-sud-ouest de Jihlava à 100 km au sud-est de Prague.
La commune est limitée par Rynárec au nord, par Zajíčkov et Pelhřimov (quartiers de Houserovka, Benátky, Janovice et Ostrovec) à l'est, par Veselá et Častrov au sud et par Pelhřimov (quartier de Vlásenice-Drbohlavy) et Čelistná à l'ouest.

## Histoire
La première mention écrite de la localité date de 1362.

## Administration
La commune se compose de deux quartiers :
- Mezná
- Vratišov

## Transports
Par la route, Mezná se trouve à 11 km de Pelhřimov, à 41 km de Jihlava à 127 km de Prague.